# Alapítvány (együttes)
Az Alapítvány az Utópia Stúdió Session zenészeiből alakult 2003-ban és rövid együttlétük eredménye a Jelek a horizontról című album. Az együttes vezetője, névadója és gitárosa Alapi István az Eddából.

## Történet
Kovács Attilával (Mystery) határozták el, hogy létrehoznak egy kompromisszumok nélküli anyagot, amihez rögtön szponzor is érkezett. Az ötlet első számú támogatója Kiss Zoltán hangmérnök lett. István Széll Tamást invitálta meg a csapatba, aki akkor már jó pár éve játszott az Alapi Bandben, Attila pedig Horváth Zsoltot, akivel számos zenekarban és produkcióban szerepeltek együtt. Már csak egy ember hiányzott a billentyűs, Földi Albert vokálvarázsló. Ő a stúdió felvételvezetője hangszerelője, így a munkálatok családias környezetben készültek. A szponzor révén lehetőség nyílt mindenre, és nem számított az idő. Vendégzenészek érkeztek egy-egy szám erejéig: Sipos Péter, Szolnoki Péter, Lantos Zoltán, Muck Ferenc a Besenyő Brass-szel és Elek Istvánnal, illetve Tátrai Tibor.

## Jelek a horizontról
A Jelek a horizontról az Alapítvány 2006-os lemeze.

### Számlista
1. Megérkeztél
2. Igazi vágy
3. Dobd ki a TV-t
4. Hazafelé
5. Nekem te jutottál
6. Jelek a horizontról
7. Nézz rám
8. Kell egy ünnep
9. Bohóc opera
10. A jövő héten
11. Valaki valakit akar
12. Máshol
13. Bocs
14. Az éji sötétség

Az albumon vendégszereplő zenészek:
- Sipos Péter (Irigy Hónaljmirigy)
- Szolnoki Péter (Bon-Bon)
- Lantos Zoltán hegedűművész
- a Besenyő Brass
- Tátrai Tibor

## Fogadtatás
Az album pozitív fogadtatásban részesült.
- "A szerzők állítása szerint a cél mindenképp egy teljesen független, divatirányzatoktól mentes lemez megalkotása volt. A dalokat hallgatva azonban mégsem beszélhetünk egy emészthetetlen, elvont albumról, hiszen fogós refrénekben, és igen összetett, kellemes hangszerelésben bővelkedő anyagról van szó."[1]
- "Ez egy meglepően jó album. Klasszikus rockzene, de kliséktől mentes, friss hatású. Nem modern, de korszerű. Mintha néha direkt kerülnék a szabványos megoldásokat. Ének és szövegcentrikus album. Ezzel együtt szöveg és zene teljes mértékben harmóniában van. Stúdiózenészek profi munkája."[2]

## Külső hivatkozások
- - Hivatalos honlap
- - Alapítvány a MySpace-en